# Ictinogomphus regisalberti
Ictinogomphus regisalberti é uma espécie de libelinha da família Gomphidae.
Pode ser encontrada nos seguintes países: Angola, Uganda e possivelmente em República Democrática do Congo.
Os seus habitats naturais são: florestas subtropicais ou tropicais húmidas de baixa altitude e rios.
Está ameaçada por perda de habitat.